# Oocatochus rufodorsatus
Oocatochus rufodorsatus – gatunek węża z rodziny połozowatych (Colubridae), jedyny przedstawiciel monotypowego rodzaju Oocatochus. Występuje w południowo-wschodniej części Dalekiego Wschodu Rosji, w obu Koreach, północno-wschodnich i wschodnich Chinach oraz na Tajwanie.